# 로버트 헨라이

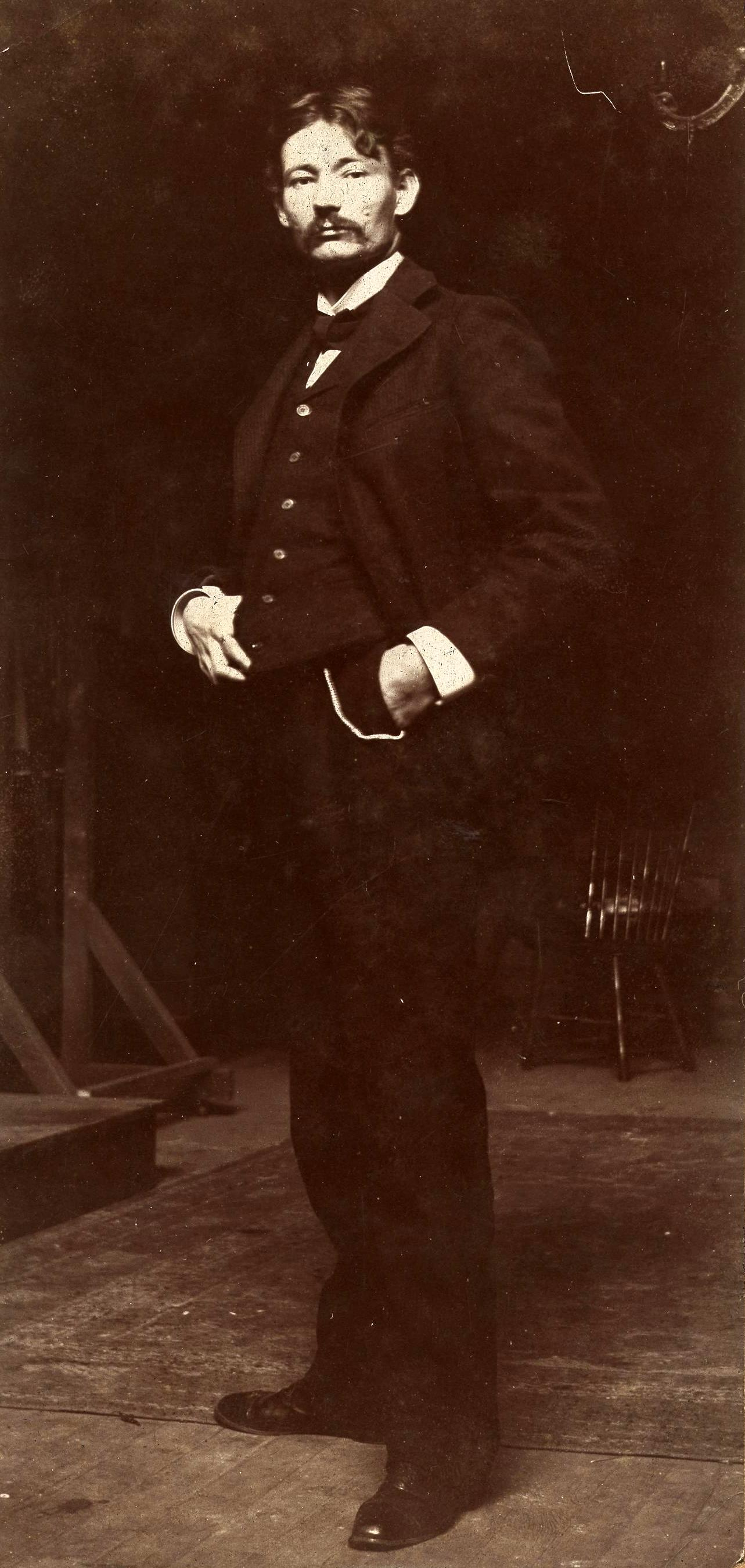
1897년에 제작된 로버트 헨라이의 초상화

로버트 헨라이(영어: Robert Henri, /ˈhɛnraɪ/; 1865년 6월 24일 ~ 1929년 7월 12일)는 미국의 화가, 교사이다.
젊었을 때 그는 파리에서 공부하며 인상파 화가들에게 강한 동질감을 느꼈고, 보수 성향인 국립 디자인 아카데미(National Academy of Design)로 대표되는 독창성 없는 아카데믹 미술에 대항해 보다 극적인 반란을 주도하기로 결심했다. 열성 추종자들로 구성된 소규모 집단과 함께 그는 도시 생활을 단호한 브루탈리즘 양식으로 묘사하며 "미국 사실주의 사조의 애시캔파"(Ashcan School)를 개척했다. 1913년 미국 최초로 유럽 모더니즘을 대규모로 도입한 아모리 쇼 당시 헨라이는 자신의 표현 기법이 큐비즘과 같은 새로운 운동에 의해 구식으로 보여지고 있음을 인지하고 있었으나 여전히 앙리 마티스, 맥스 웨버와 같은 아방가르드 화가들을 옹호하는 입장이었다.

## 활동

### 애시캔파
필라델피아에서 헨라이는 후에 "필라델피아 사인방(Philadelphia Four)"으로 알려지게 되는 필라델피아 프레스 신문 삽화가들인 윌리엄 글래컨스(William Glackens), 조지 럭스(George Luks), 에버렛 신(Everett Shinn), 존 슬론과 미술을 논하게 되었다. 이들은 스스로를 목탄 모임(Charcoal Club)이라고 불렀다. 모임에선 인체 소묘, 시끌벅적한 사교, 낭독이 이뤄졌으며, 랠프 월도 에머슨, 월트 휘트먼, 에밀 졸라, 헨리 데이비드 소로, 윌리엄 모리스 헌트, 조지 무어에 대한 토론도 이어졌다.
1895년 즈음 헨라이는 기존에 애정을 보였던 인상파를 재고하게 되면서 이를 "신 아카데믹 미술"이라고 칭하게 되었다. 그는 친구들과 제자들에게 시간과 경험을 직접적으로 표현할 수 있는 새롭고 보다 사실적인 예술을 창작할 것을 촉구했다. 헨라이는 당시가 미국 화가들이 현대 미국 도시에서 신선하고 덜 고상한 주제를 찾아낼 수 있는 적기라고 믿었다. 이러한 관점에서 영감을 얻은 헨라이, 슬론, 글래컨스, 럭스, 신 및 기타 지인들의 그림은 "미국 미술계의 애시캔파"(Ashcan School of American art)로 불리게 되었다. 이들은 아카데믹 미술과 인상주의가 사물의 표층만을 다루는 예술이라며 배척하였다. 미술 평론가 로버트 휴스는 “헨라이는 예술이 언론과 유사하기를 원했다. 그는 그림이 진흙, 겨울 브로드웨이에 얼어붙은 말똥과 눈덩어리처럼 진실되기를 바랐다. 억눌러질 수 없는, 사람 사는 냄새를 품은 땀처럼 진짜 인간의 산물이 되기를 원했다"고 정의하였다. 애시캔파 화가들이 대중에게 관심을 끌기 시작한 시기는 스티븐 크레인, 시어도어 드라이저, 프랭크 노리스의 사실주의 소설이 향유 독자층을 찾아내고, 폭로 저널리즘이 슬럼가 상황에 대해 주의를 환기시키던 시대와 맞물린다.

뉴욕의 눈, 1902년, 캔버스에 유채, 국립미술관, 워싱턴 DC

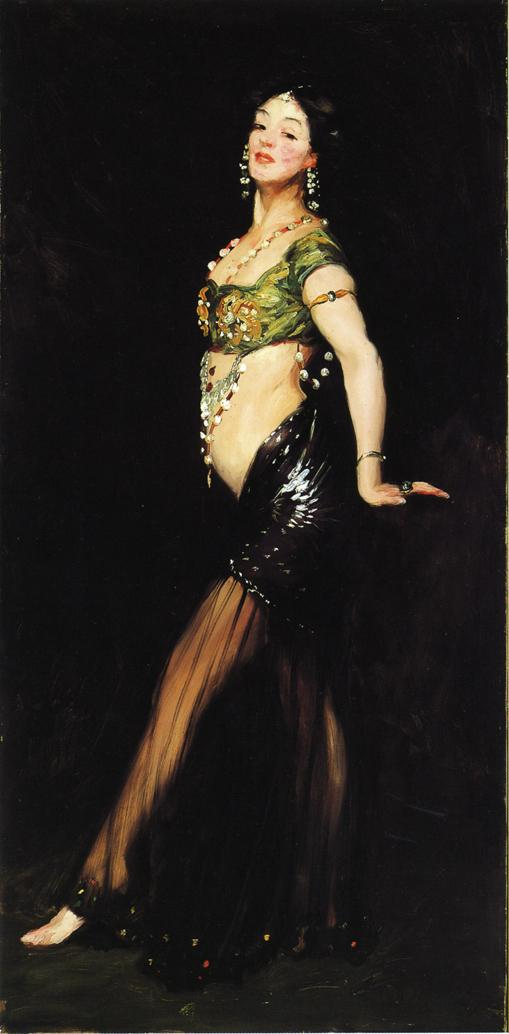
살로메, 1909, 존 앤드 메이블 링링 미술관, 새러소타, 플로리다주

### 디 에이트
헨라이는 1908년 뉴욕 맥베스 갤러리스에서 화가 8명이 각자 작품을 선보인 역사적 전시회 "디 에이트"(The Eight)를 주최한 인물 중 하나였다. 헨라이 본인 작품과 헨라이를 따라서 뉴욕까지 온 "필라델피아 사인방"이 창조한 작품 외에 보다 덜 사실적인 양식으로 그려진 다른 세 화가들(모리스 프렌더개스트, 어니스트 로슨, 아서 보언 데이비스) 그림도 포함되었다. 이 전시회는 국립 디자인 아카데미(National Academy of Design)의 전시 정책과 편협한 취향에 항의하는 차원에서 기획되었으며, 나중에 뉴어크, 시카고를 포함해 여러 도시에서 순회 전시회가 이뤄졌다. 이 전시회를 계기로 아카데믹 미술을 향한 반란과 회화에서 수용 가능한 주제에 대한 새로운 발상을 둘러싸고 언론의 추가 논의가 촉발되었다.

### 아일랜드와 샌타페이 시절

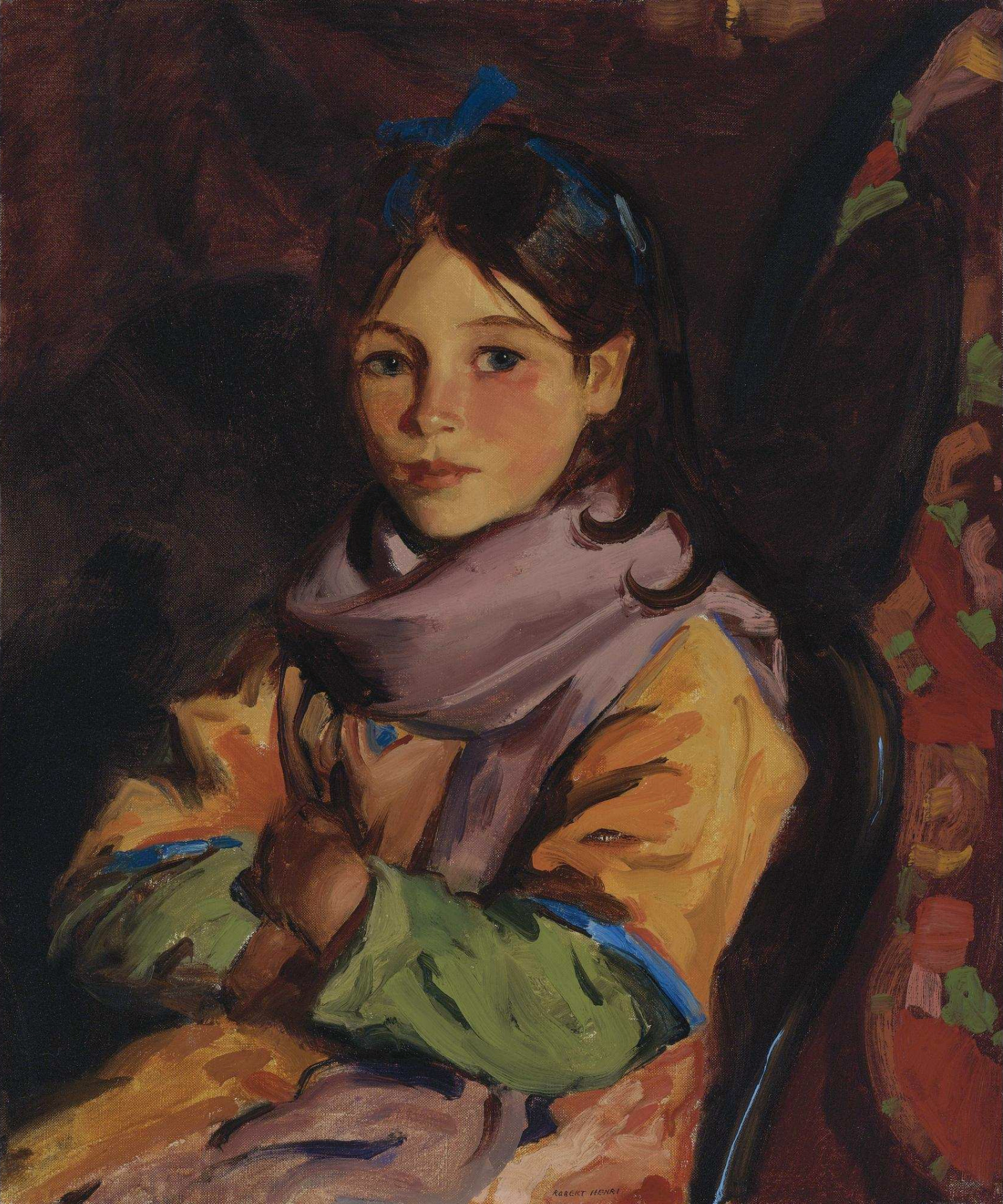
메리 애그니스, 두아에 살던 어린이 중 하나(1924)

헨라이는 아일랜드 서부 해안으로 여러 번 여행을 다닌 끝에 1913년 애킬섬 작은 마을 두아 근처에 위치한 코리모어 하우스를 임대했다. 이후 매년 봄과 여름마다 두아에 사는 아이들을 그렸다. 이 어린이 초상 작품들은 오늘날 헨라이의 작품 중에서 그의 감상적인 측면을 가장 잘 보여준다고 여겨지며, 당대에 인기를 모아 잘 판매되었다. 1924년 헨라이는 코리모어 하우스를 아예 구입하였다.
1916년, 1917년, 1922년 여름에 헨라이는 그림을 그리기 위해 뉴멕시코주 샌타페이로 갔다. 헨라이는 그 지역이 아일랜드 시골만큼이나 그에게 영감을 준다고 느꼈다. 헨라이는 샌타페이 미술계에서 중요한 인물이 되었고, 주립 미술관 관장에게 개방적인 전시 정책을 채택하도록 설득했다. 그는 또한 동료 화가 조지 벨로스, 리언 크롤(Leon Kroll), 존 슬론, 랜들 데이비에게 샌타페이로 오도록 설득했다. 1918년 타오스 미술 협회 준회원으로 선출되었다.

## 갤러리

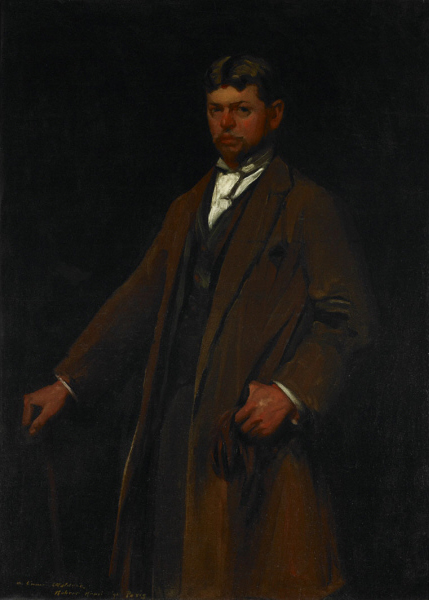
칼 구스타브 발데크의 초상, 1896, 로버트 헨라이 박물관
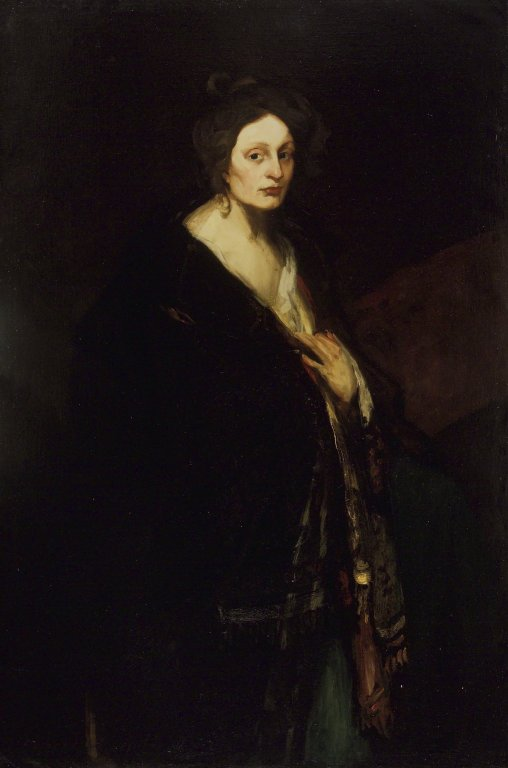
망토의 여인, 1898, 브루클린 미술관
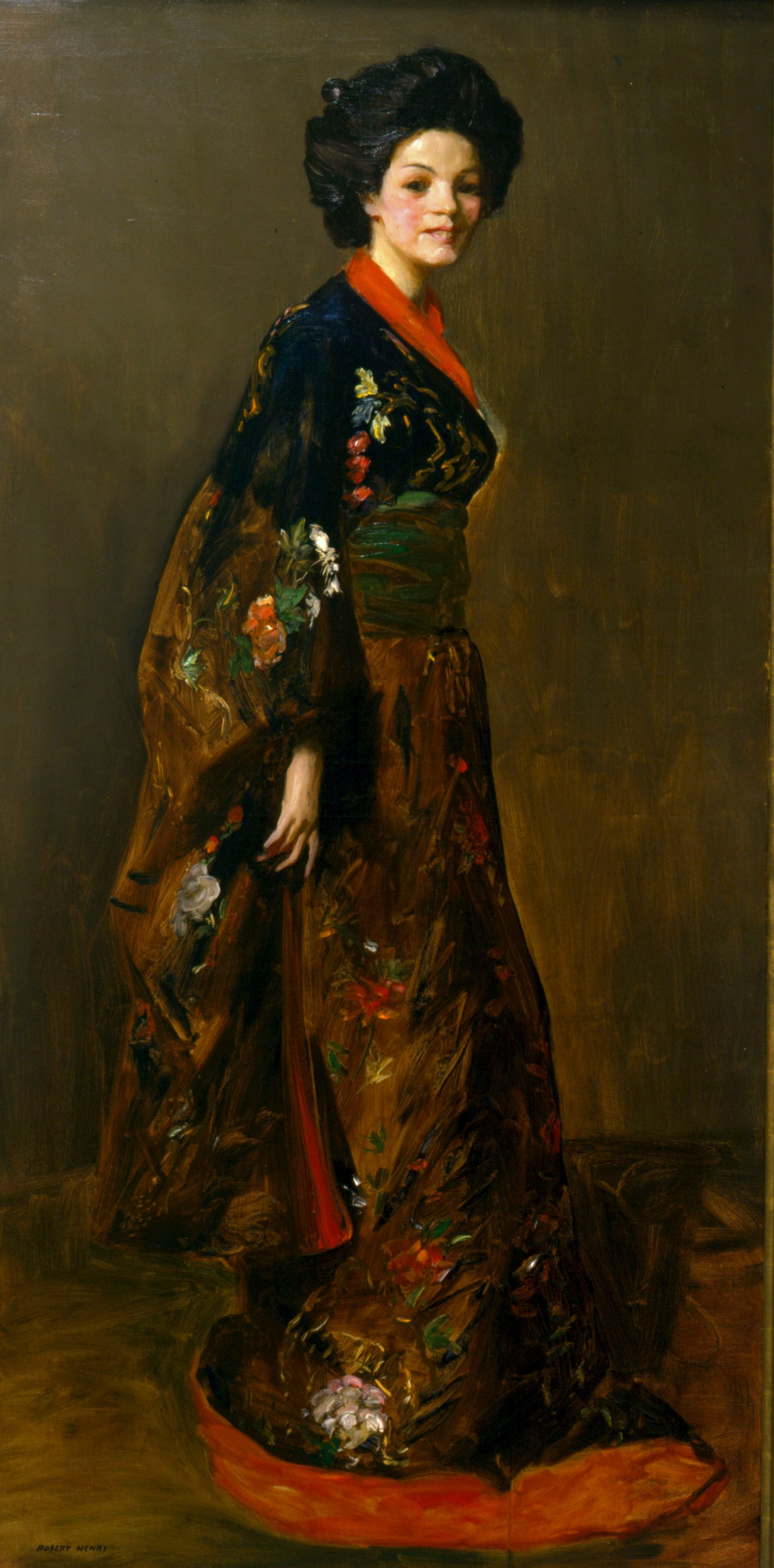
푸른 기모노, 1909, 뉴올리언스 미술관
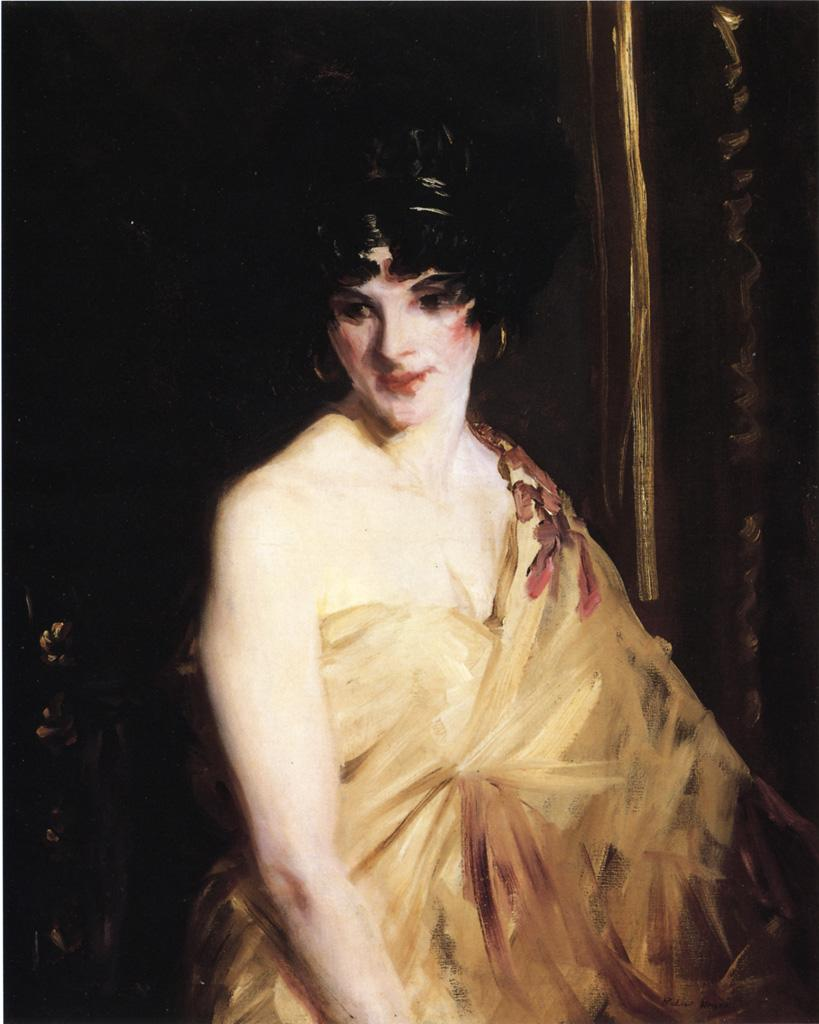
무용수, 1910
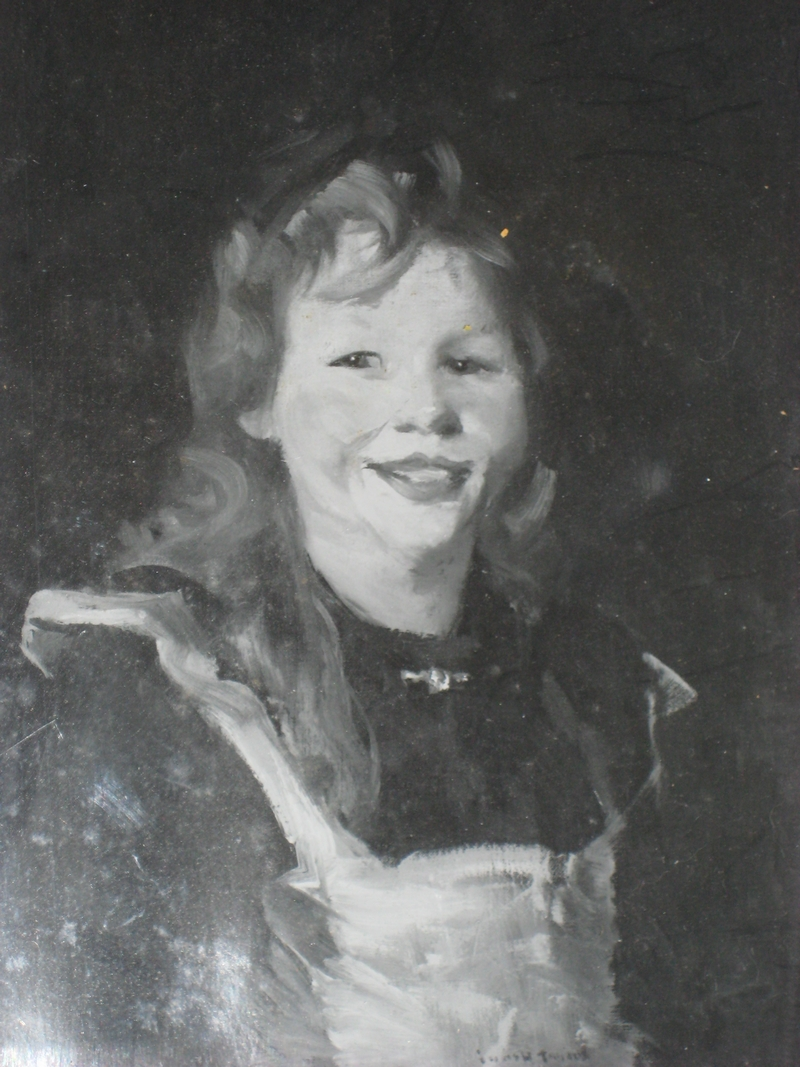
네덜란드 소녀, 1910년(1910년 사진)
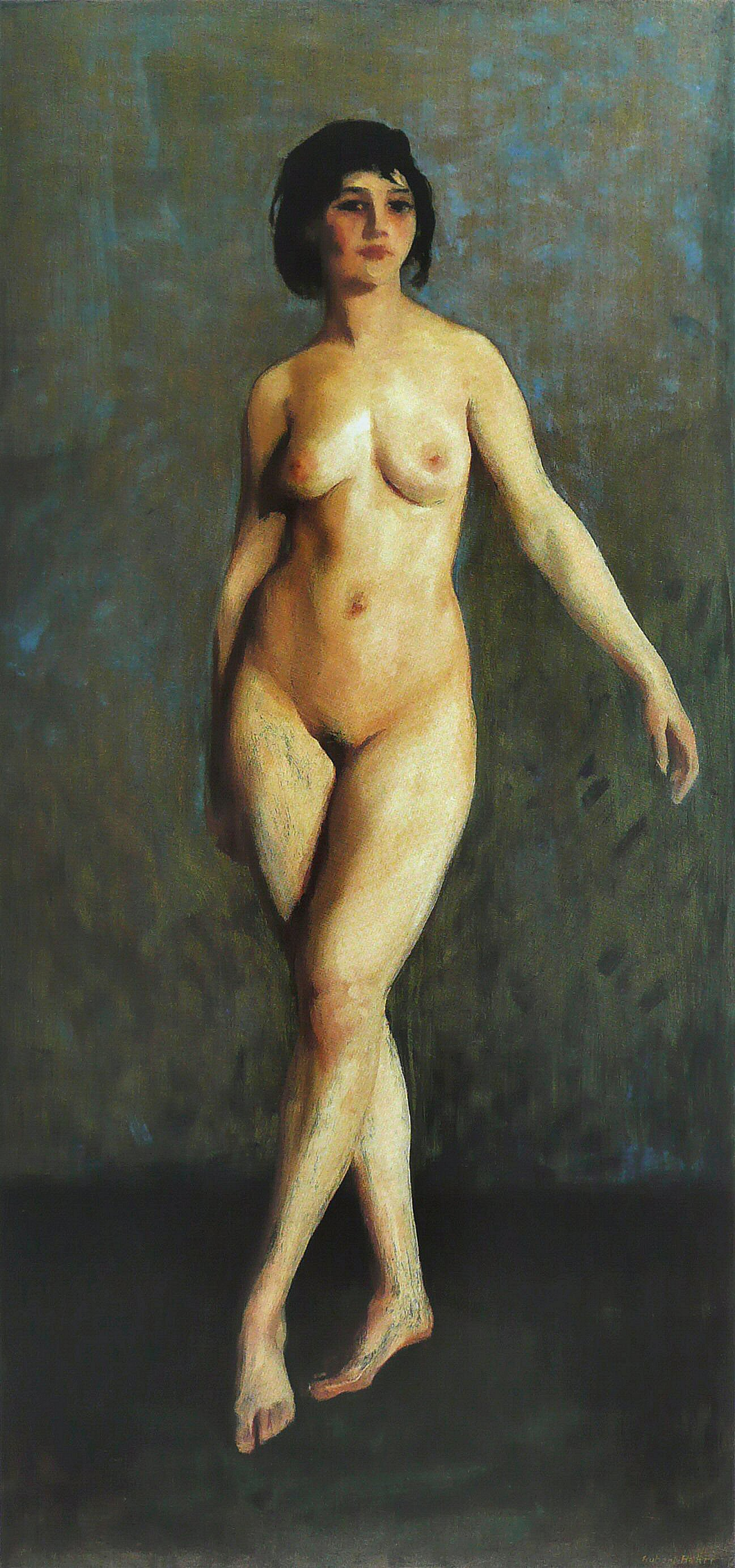
움직이는 인물, 1913
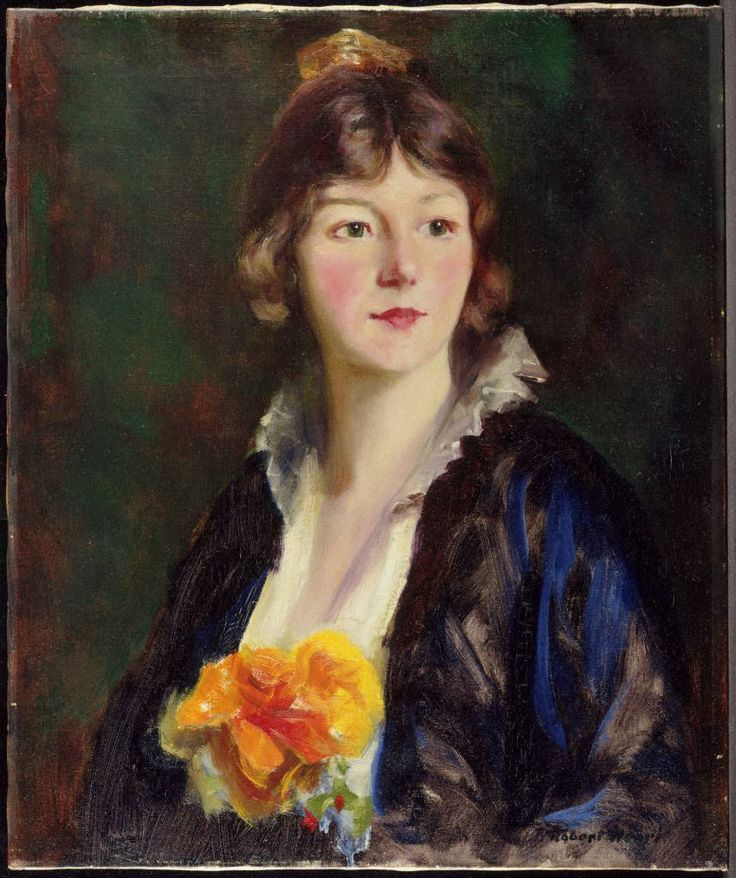
밀드러드 클라크 본킨부시, 1914, 프린스턴 대학교 미술관
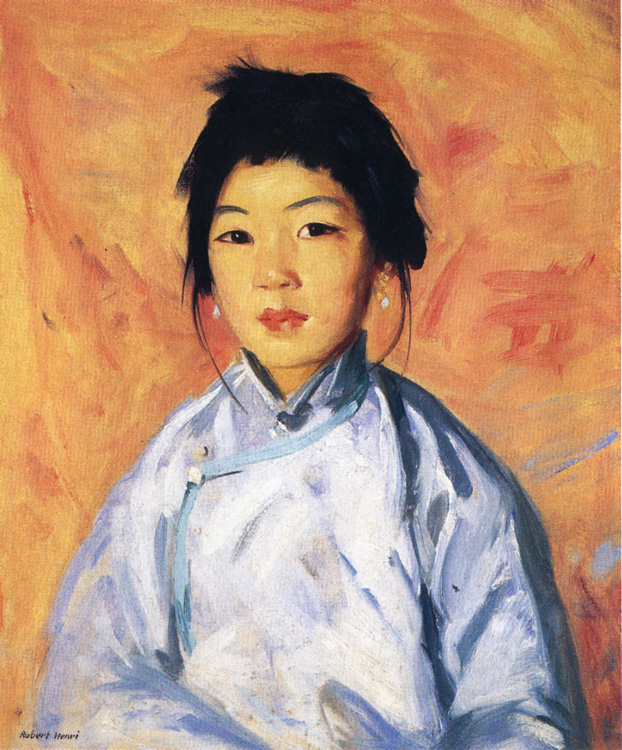
탐 간 1914, 올브라이트녹스 미술관
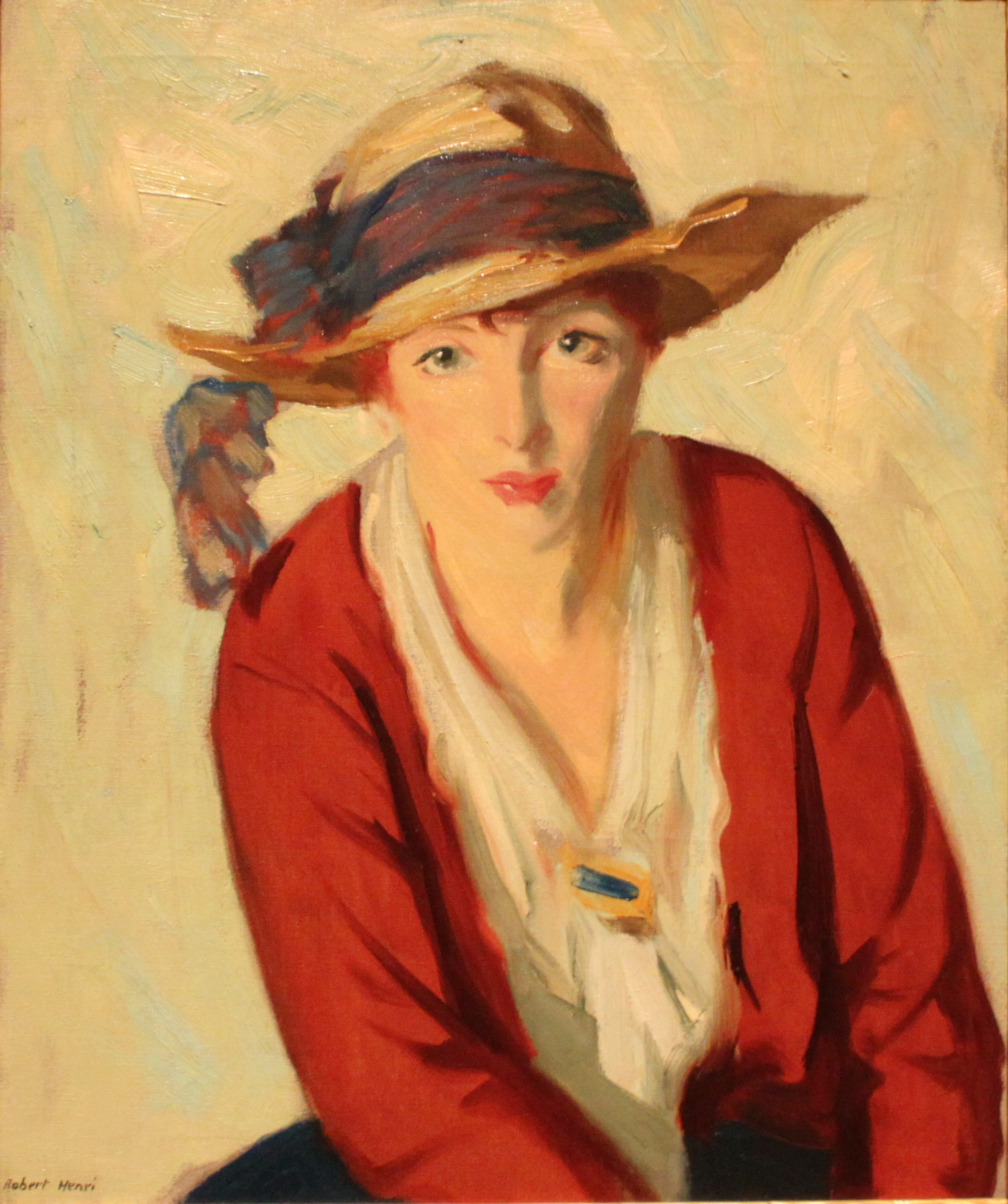
비치 해트, 1914, 캔버스에 유채, 디트로이트 미술관
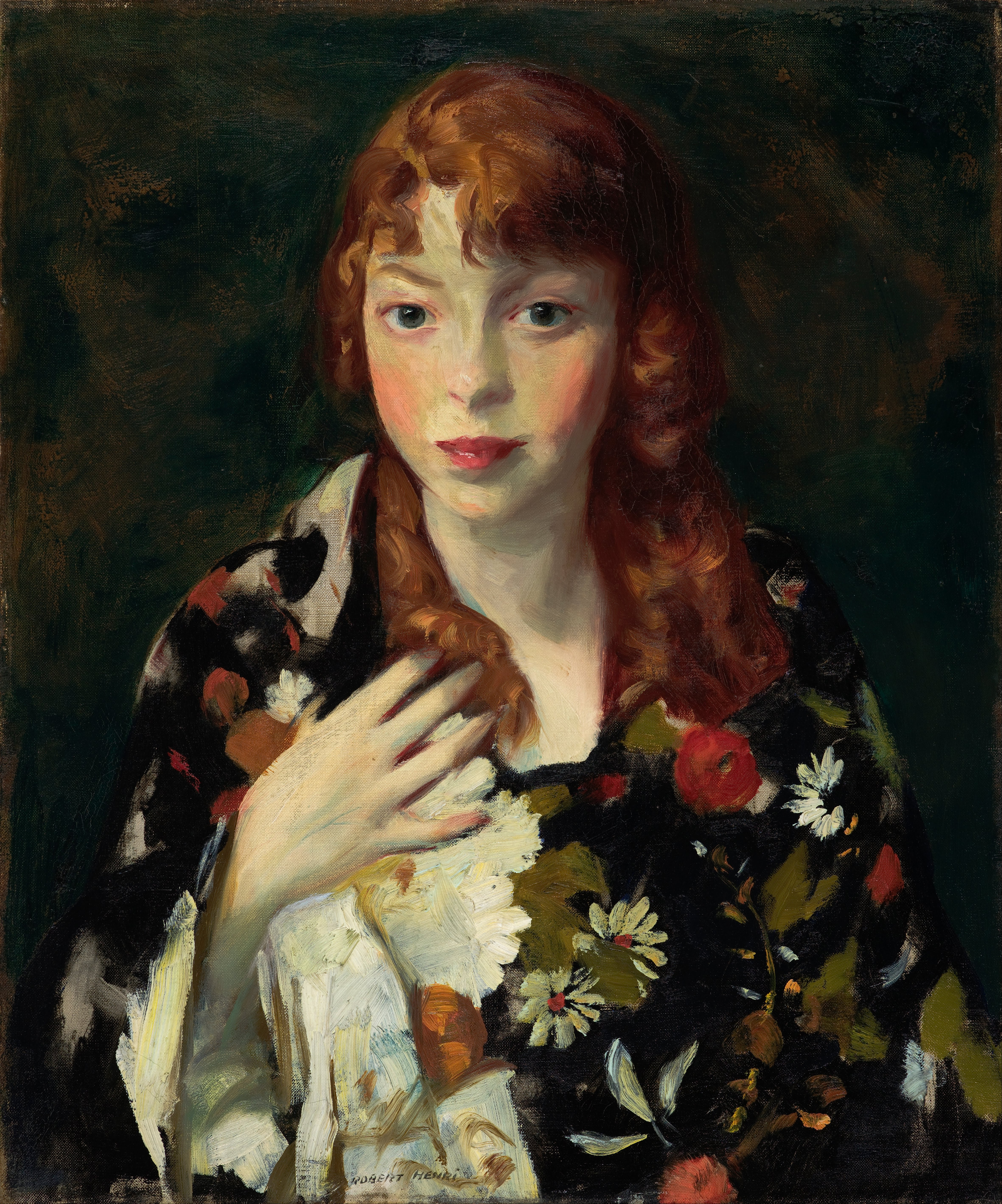
일본 랩을 입은 에드나 스미스, 1915, 인디애나폴리스 미술관
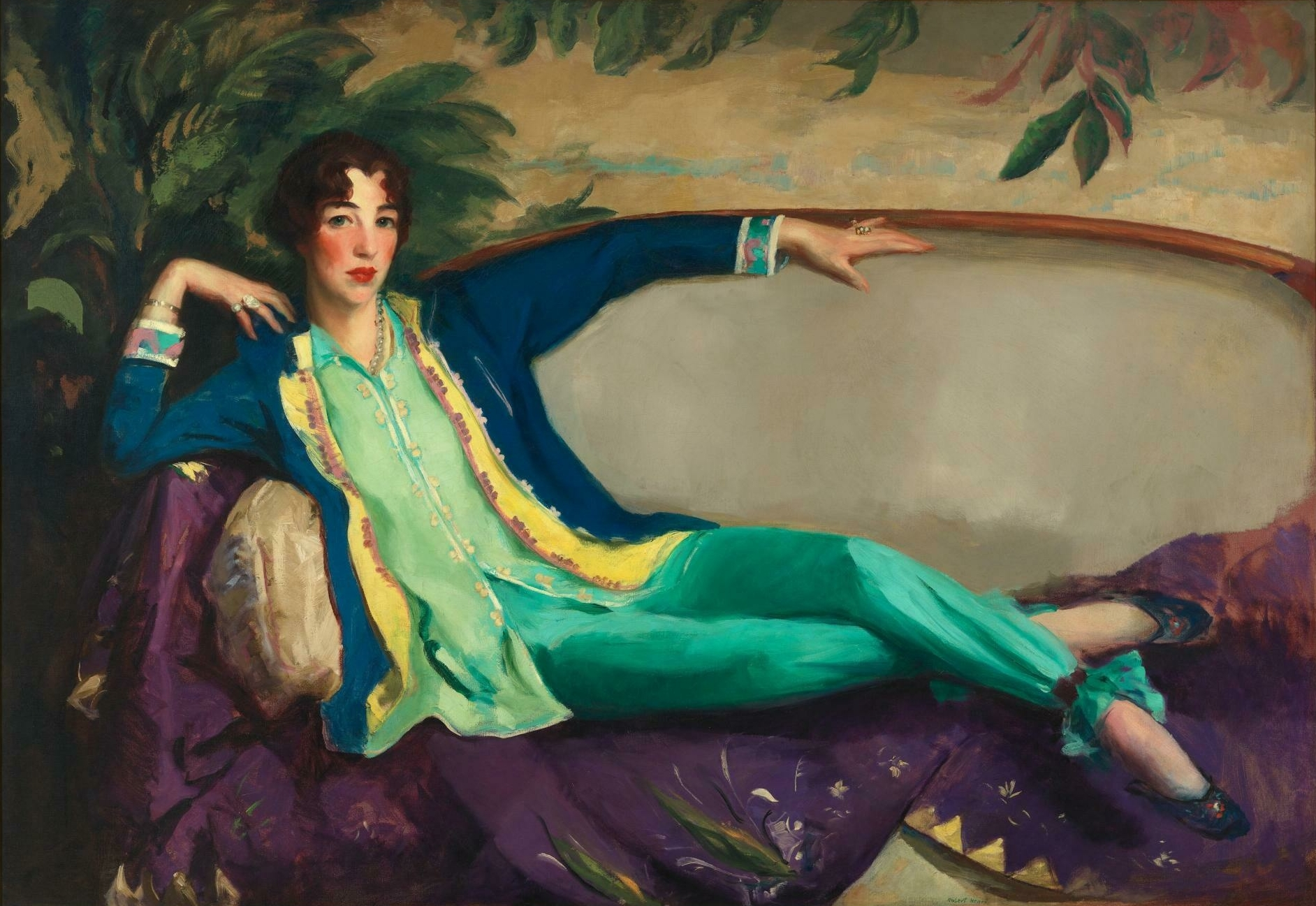
거트루드 밴더빌트 휘트니, 1916, 휘트니 미술관
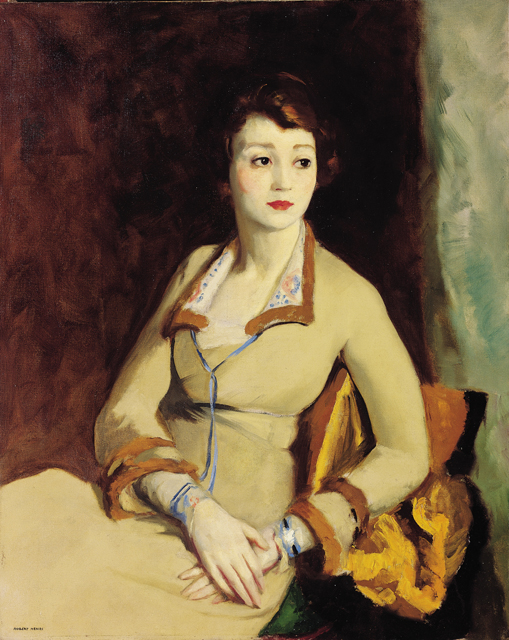
페이 베인터의 초상, 1918
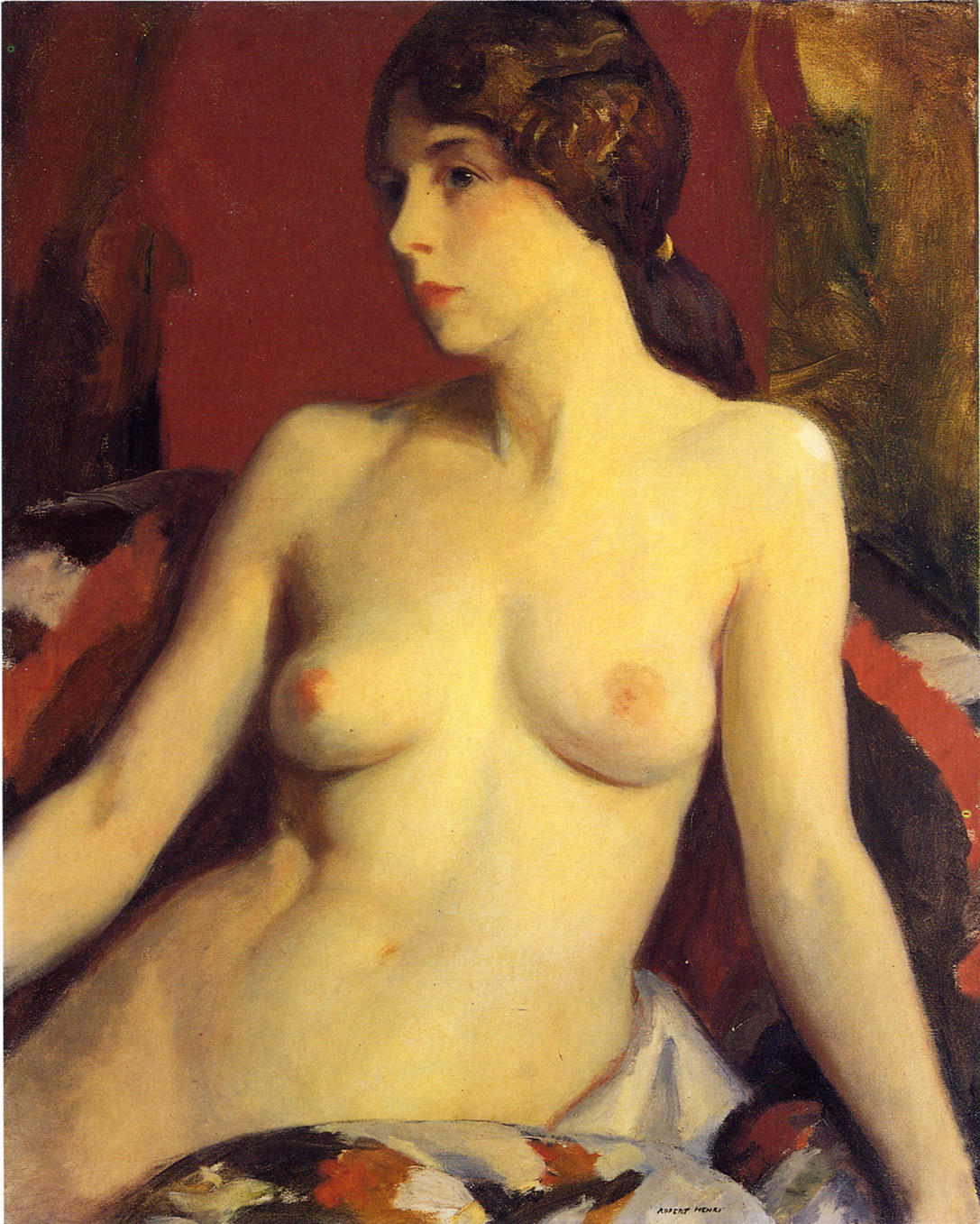
마타 모아나, 1920
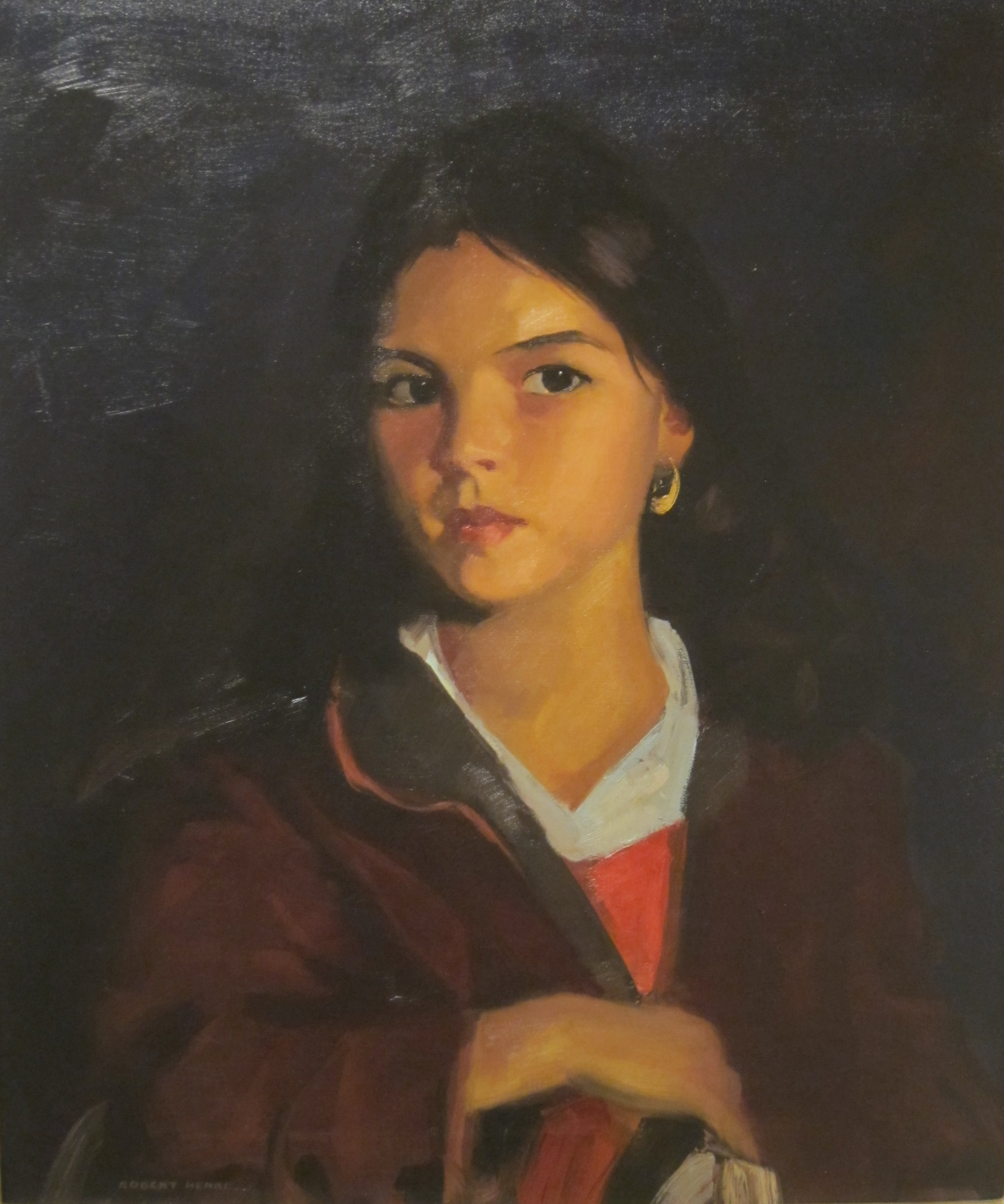
버나디타, 1922
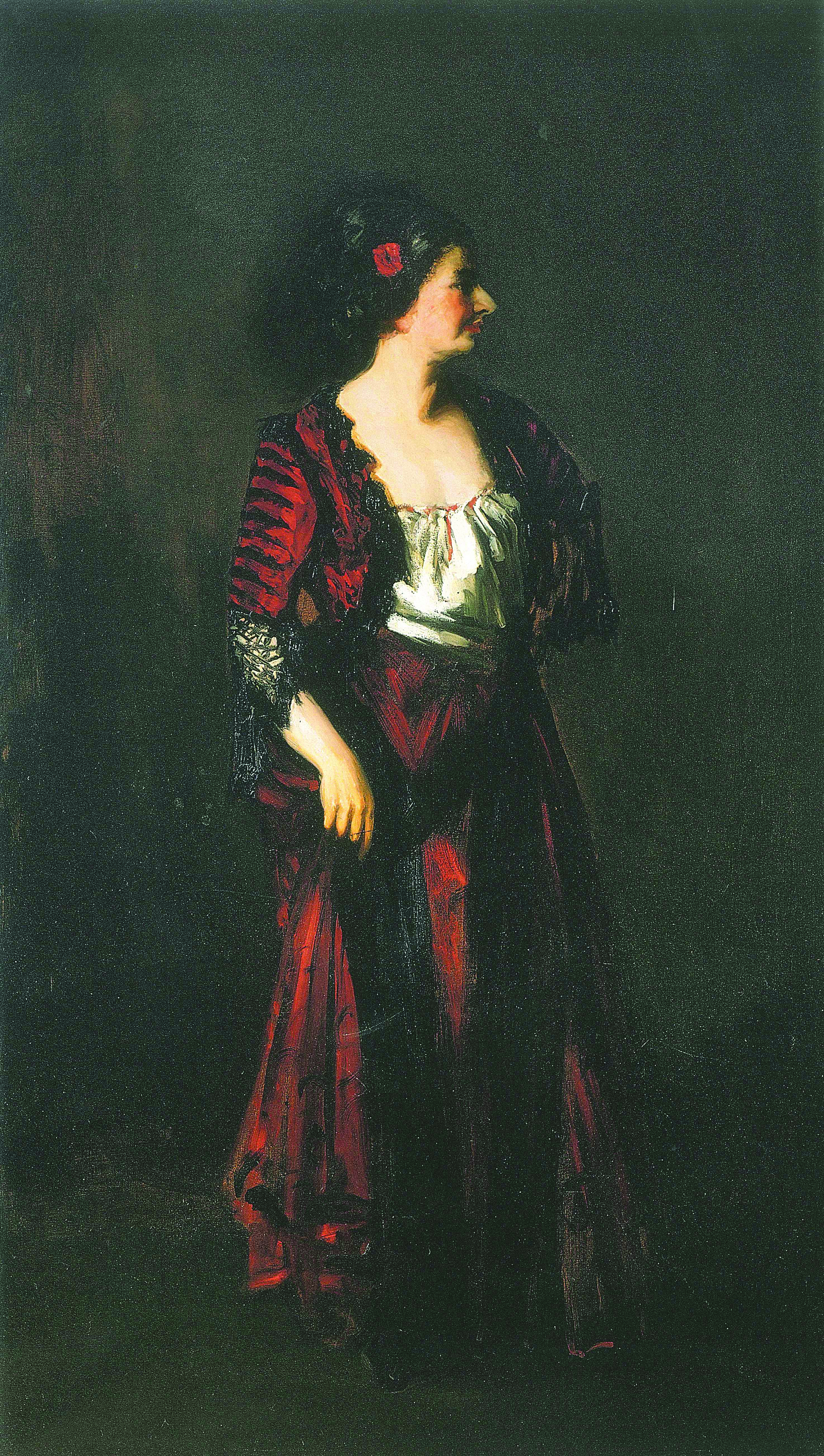
유지니 스타인의 초상화, 1906/1907, 국립 예술 클럽

## 참고 서적
- Goodman, Helen. "Robert Henri, Teacher." Arts Magazine, September 1979, pp.158–160.
- Henshaw, Tom (1957년 4월 28일). “Man Behind the Name: Mystery of Cozad is Finally Broken”. 《The Lincoln Star》 (Lincoln, Nebraska). Associated Press. 35면.
- Homer, William Innes (1969). 《Robert Henri and his Circle》. Ithaca: Cornell University Press. ISBN 0878173269.
- Hughes, Robert (1997). 《American Visions: The Epic History of Art in America》. New York: Knopf. ISBN 0676527841.
- Hunter, Sam (1959). 《Modern American Painting and Sculpture》. New York: Dell.
- Perlman, Bennard (1991). 《Robert Henri: His Life and Art》. New York: Dover Publications. ISBN 0486267229.
- Rose, Barbara (1975). 《American Art Since 1900》. Thames and Hudson. ISBN 050020067X.
- Vure, Sarah (2009). 〈After the Armory: Robert Henri, Individualism and American Modernisms〉.   Kennedy Elizabeth. 《The Eight and American Modernisms》. Chicago: Terra Foundation For American Art. ISBN 978-0932171566.
- Wardle, Marian, 편집. (2005). 《American Women Modernists: The Legacy of Robert Henri, 1910–1945》. Rutgers University Press. ISBN 0813536839.0813536839

## 추가 자료
- Brown, Milton W. (1955). 《American Painting from the Armory Show to the Depression》. Princeton: Princeton University Press. OCLC 2310948.
- Leeds, Valerie Ann (1994). 《My People: The Portraits of Robert Henri》. Orlando, FL: Orlando Museum of Art. ISBN 1-880699-03-6.
- Leeds, Valerie Ann (2005). 《Robert Henri: The Painted Spirit》. New York: Gerald Peters Gallery. ISBN 1-931717-15-X.
- Leeds, Valerie Ann; Stuhlman, Jonathan (2011). 《From New York to Corrymore: Robert Henri and Ireland》. Charlotte, NC: Mint Museum of Art. ISBN 978-0-9762300-9-0.
- Leeds, Valerie Ann (2013). 《Spanish Sojourns: Robert Henri and the Spirit of Spain》. Savannah, GA: Telfair Museums. ISBN 978-0-933075-20-7.
- Nicoll, Jessica F. (1995). 《The Allure of the Maine Coast: Robert Henri and His Circle, 1903–1918》. Portland, ME: Portland Museum of Art. ISBN 0-916857-07-7.
- Perlman, Bennard, 편집. (1997). 《Revolutionaries of Realism: The Letters of John Sloan and Robert Henri》. Princeton: Princeton University Press. ISBN 978-0691044132.